# Gorka Azkorra
Gorka Azkorra Trueba (Bilbao, Vizcaya, 25 de enero de 1983) es un exfutbolista español que jugaba de delantero. Se formó en el Athletic Club y tuvo una destacada trayectoria en clubes de Segunda y Segunda B.

## Trayectoria
Se formó en la cantera del Athletic Club desde categoría infantil. En 2002 llegó al Bilbao Athletic dirigido por Ernesto Valverde tras haber anotado quince goles en el CD Basconia. En el filial rojiblanco fue máximo goleador del equipo durante dos temporadas, a pesar de coincidir con Aritz Aduriz, Asier Goiria o Mikel Arruabarrena.En 2004 fue uno de los elegidos para hacer la pretemporada con el primer equipo rojiblanco.El 30 de septiembre debutó, en un partido de Copa de la UEFA, ante el Trabzonspor (2-0).
Tras no cuajar en el equipo bilbaíno, fue cedido al Recreativo de Huelva en enero de 2005.En julio del mismo año fue cedido al CD Numancia de Segunda División.Un año más tarde firmó un contrato de tres temporadas con el Albacete Balompié.En 2008 se marchó a la UD Salamanca, donde pasó otras dos campañas.En verano de 2010, tras seis años en Segunda, firmó por el CD Lugo de Segunda B.En el cuadro lucense anotó dieciocho goles y se marchó al Deportivo Alavés.
En 2012 firmó por el Deportivo Guadalajara de Segunda División, con el que fue máximo goleador del equipo con ocho tantos.En junio de 2013, tras el descenso administrativo del club morado, se marchó al Hércules.En las siguientes tres temporadas volvió a Segunda B para jugar en las filas del Nástic de Tarragona, Real Murcia y Sestao River.Se retiró, en 2018, tras una temporada en la SD Zamudio de Tercera División.
Tras su retirada, se incorporó a la cantera del Athletic Club como técnico ayudante en 2019.En junio de 2022 emprendió un viaje a India para ser el segundo de Carlos Peña en el FC Goa.Tras ser cesado en abril de 2023, se convirtió en entrenador del CD Mungía. En junio de 2024 regresó al organigrama del Athletic Club como ayudante del equipo juvenil.

## Selección nacional
Fue internacional sub-19 en dos ocasiones con la selección española.

## Clubes

### Juvenil
| Club          | País   | Año       |
| ------------- | ------ | --------- |
| Romo F.C.     | España | 1995-1996 |
| Athletic Club | España | 1996-2001 |

### Profesional
| Club                       | País   | Año       | Categoría        | PJ | Goles |
| -------------------------- | ------ | --------- | ---------------- | -- | ----- |
| Baskonia                   | España | 2001-2002 | Tercera División | 34 | 16    |
| Bilbao Athletic            | España | 2002-2003 | Segunda B        | 35 | 13    |
| Bilbao Athletic            | España | 2003-2004 | Segunda B        | 33 | 17    |
| Athletic Club              | España | 2004-2005 | Primera División | 5  | 0     |
| Recreativo de Huelva       | España | 2004-2005 | Segunda División | 18 | 3     |
| CD Numancia                | España | 2005-2006 | Segunda División | 26 | 1     |
| Albacete Balompié          | España | 2006-2007 | Segunda División | 26 | 3     |
| Albacete Balompié          | España | 2007-2008 | Segunda División | 17 | 2     |
| Unión Deportiva Salamanca  | España | 2008-2009 | Segunda División | 22 | 2     |
| Unión Deportiva Salamanca  | España | 2009-2010 | Segunda División | 17 | 1     |
| Club Deportivo Lugo        | España | 2010-2011 | Segunda B        | 35 | 18    |
| Deportivo Alavés           | España | 2011-2012 | Segunda B        | 26 | 5     |
| Club Deportivo Guadalajara | España | 2012-2013 | Segunda División | 35 | 8     |
| Hércules CF                | España | 2013-2014 | Segunda División | 17 | 2     |
| Nastic de Tarragona        | España | 2014-2015 | Segunda B        | 24 | 3     |
| Real Murcia CF             | España | 2015-2016 | Segunda B        | 25 | 7     |
| Sestao River Club          | España | 2016-2017 | Segunda B        | 20 | 2     |
| SD Zamudio                 | España | 2017-2018 | Tercera          | ¿? | 7     |